# شمشیر ژاپنی

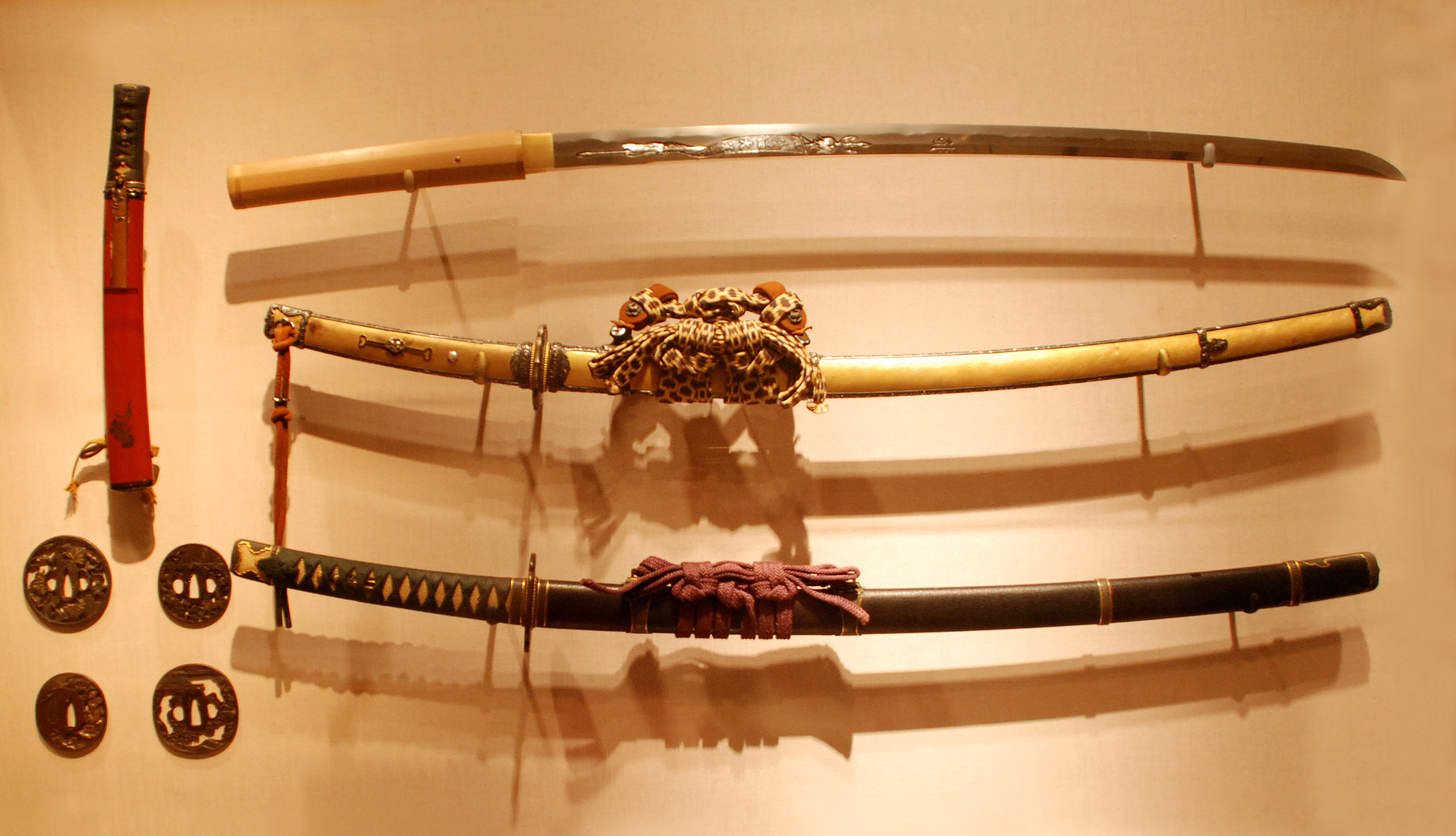
شمشیرهای ژاپنی. دو تاچی، یک شمشیر با یک تسوکا به سبک شیراسایا (بالا سمت راست)، یک واکیزاشی (بالا سمت چپ)، و تسوباهای مختلف (پایین سمت چپ).

شمشیر ژاپنی (به ژاپنی: 日本刀 nihontō)، چندین نوع شمشیر ساخته شده سنتی تولید ژاپن است. تیغه‌های منحنی ساخته شده از دوره هی‌آن (۷۹۴–۱۱۸۵) تا به امروز که از آن با نام «شمشیرهای ژاپنی» صحبت می‌شود. برخی از رایج‌ترین انواع شمشیرهای ژاپنی عبارتند از: اوچیگاتانا (کاتانا)، تاچی، اوداچی، واکیزاشی، و تانتو.